# Bauda
Bauda (niem. Baude) – rzeka w województwie warmińsko-mazurskim.
Bauda płynie przez Równinę Warmińską i uchodzi do Zalewu Wiślanego w okolicach Fromborka. Nad Baudą leżą Młynary.

## Charakterystyka
Powierzchnia zlewni rzeki wynosi około 342 km², długość rzeki – 54 km. Rzeka Bauda bierze początek w okolicach Milejewa, u podnóża Góry Maślanej na wysokości 197,0 m n.p.m. W środkowym biegu przepływa przez Równinę Warmińską, a uchodzi do Zalewu Wiślanego w okolicy Fromborka na terenie Wybrzeża Staropruskiego. Rzeka charakteryzuje się dużymi spadkami dochodzącymi do 26‰. Rzeka główna i jej dopływy płyną, z reguły, w głębokich jarach, powstałych na skutek postępującej erozji dennej. Jedynie na krótkim odcinku ujściowym (od przecięcia z drogą wojewódzką nr 504) rzeka Bauda posiada charakter rzeki nizinnej. W tymże końcowym odcinku od Baudy do Pasłęki zlewnię zajmuje w 80% zmeliorowane torfowisko (tzw. poldery) połączone rowami z Baudą i Pasłęką. Wysokość torfowiska nie przekracza 1 m n.p.m..
W systemie administrowania wodami dorzecze Baudy zaliczane jest do obszaru dorzecza Wisły.

## Dopływy Baudy
Dopływy Baudy to m.in. rzeki:
- Wierzanka (prawy dopływ)
- Lisi Parów (lewy dopływ) o długości 15,6 km
- Okrzejka (lewy dopływ) o długości 14,9 km
- Gardyny (prawy dopływ) o długości 12,6 km
- Dzikówka lub Wieprza (prawy dopływ) o długości 22,1 km[4]

Według danych za lata 1977–1983 Bauda posiada największe okresowe wahania poziomu wody oraz przepływów wśród rzek północnej Polski. Roczne amplitudy poziomu wody sięgają ponad 4 m. Najniższy przepływ wody wynosił 0,42 m³/s, natomiast najwyższy notowany przepływ osiągał aż 42,0 m³/s.

## Kanał Kopernika

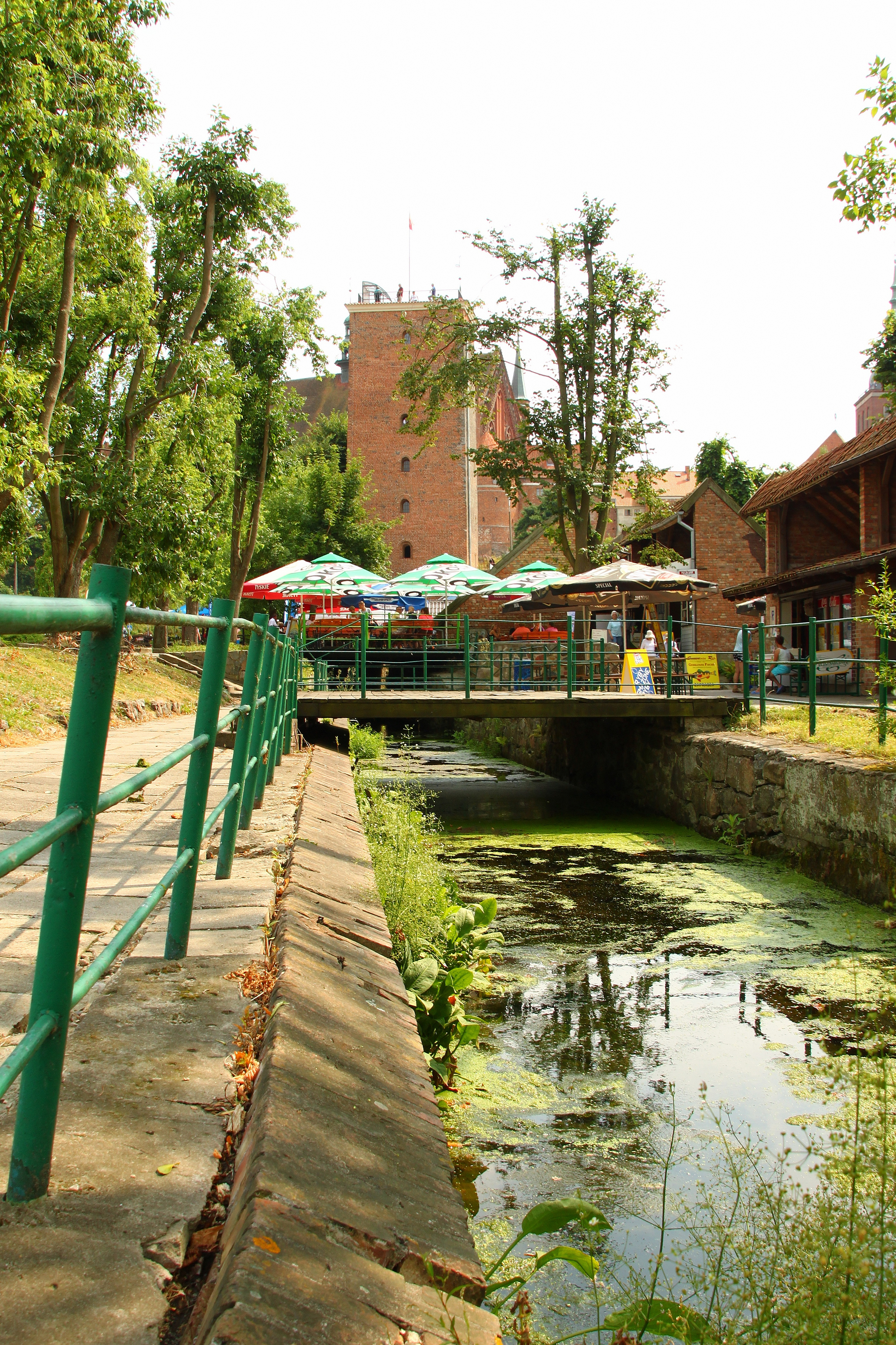
Kanał Kopernika we Fromborku

Kanał Kopernika (niem. Kleine Baude, polska powojenna nazwa to Strużyna) jest to przekop o długości ok. 6 km wykonany przed 1427 r., łączący rzekę Baudę z pobliskim miastem Frombork. Jego celem miało być dostarczenie energii dla fromborskiego młyna i wody pitnej dla mieszkańców miasta, rozrastającego się po przeniesieniu doń siedziby kapituły warmińskiej katedry w 1275. Kanał Kopernika został w 1968 wpisany do rejestru zabytków (decyzja z dnia 27 czerwca 1968 roku, poz. nr 1305). Kanał ciągnie się od tamy spiętrzającej Baudę, wzdłuż zbocza naturalnej wyżyny. Trasa kanału – użytkowanego do 1944 roku – została zaplanowana w ten sposób, aby wykorzystać naturalny spadek terenu, który obniża się od Wysoczyzny Elbląskiej do Zalewu Wiślanego.
Kanał po 1945 r. został zdewastowany, a urządzenia na kanale – jaz, śluzy, stawidła zostały zniszczone w latach 50.– 60. XX w. Częściowej rewitalizacji kanał doczekał się w 2015 roku.

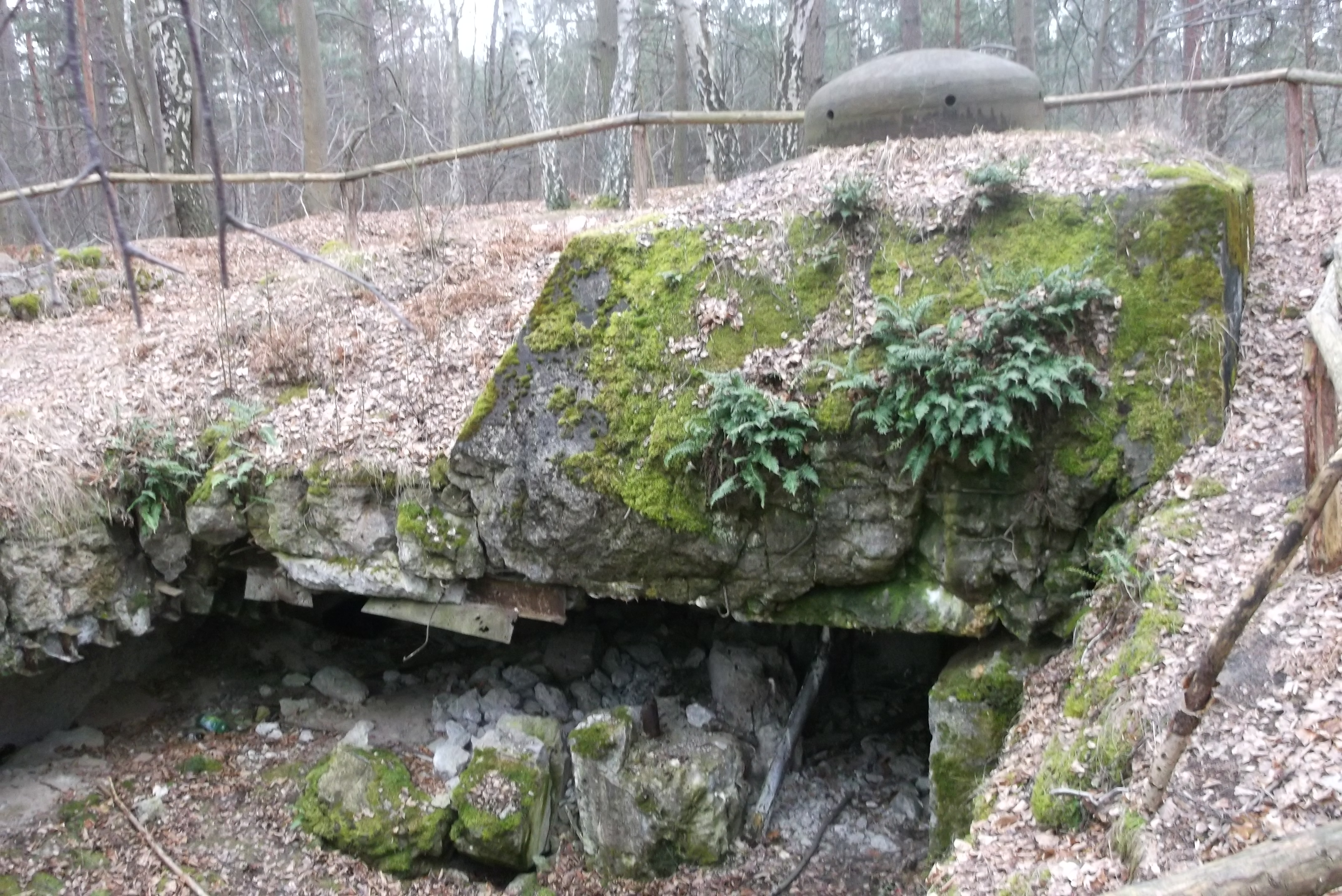
Gdy tworzono numerację schronów bojowych, to właśnie ten schron w pobliżu rzeki Baudy (parking przy drodze wojewódzkiej nr 504 Braniewo–Frombork) otrzymał nr 1. Zachowana na schronie pancerna kopuła (2015).